# Fontaine-la-Mallet

Fontaine-la-Mallet este o comună în departamentul Seine-Maritime, Franța. În 1 ianuarie 2022 avea o populație de 2.713 de locuitori.